# Noguchi Takahiro
Takahiro Noguchi (sinh ngày 19 tháng 6 năm 1991) là một cầu thủ bóng đá người Nhật Bản.

## Sự nghiệp câu lạc bộ
Takahiro Noguchi đã từng chơi cho FC Machida Zelvia.